# Pa Liha
Pa Liha (kínaiul: 帕丽哈) (Vusu, 1996. június 6. –) kínai szabadfogású női birkózó. A 2019-es birkózó-világbajnokságon bronzérmet nyert a 72 kg-os súlycsoportban, szabadfogásban. A 2019-es és a 2017-es Birkózó Ázsia-bajnokságon aranyérmet nyert 76 és 75 kg-ban. A 2017-es Belső-Ázsia játékokon aranyérmet szerzett 75 kg-ban.

## Sportpályafutása
A 2019-es birkózó-világbajnokságon a selejtezők során a mongol Odzsunszuren Banzragcs volt az ellenfele, akit 4-2-re legyőzött. A negyeddöntő során a Dél-koreai Csong Szojon (Jeong Seo-yeon) (정서연) ellen győzött szintén 4-2-re. Az elődöntőben az ukrán Alina Berezsnya Sztadnik Makhijnia 7-0-ra győzött ellene. Az ukrán továbbjutása miatt azonban a bronzéremért versenyezhetett, ahol az amerikai Victoria Christine Francis ellen 2-1-re győzött.